# Mount Bryce
Der Mount Bryce ist ein 3507 m hoher Berg in den kanadischen Rocky Mountains an der Grenze zu Alberta. Man kann ihn vom Icefields Parkway aus sehen. Bevor eine Forststraße gebaut wurde, war er aufgrund der Schwierigkeit selten bestiegen worden.
Benannt wurde der Berg im Jahr 1898 nach James Bryce, welcher zum damaligen Zeitpunkt Präsident des Alpine Club in London war.